# 哈馬吉爾
30°54′N 3°2′W / 30.900°N 3.033°W
哈馬吉爾（阿拉伯语：قاعدة حماقير），是阿爾及利亞西部貝沙爾省阿巴德萊區轄下的一個城鎮，地處撒哈拉沙漠西北緣，海拔高度744米。該地區屬典型的沙漠氣候，年降雨量僅68毫米，氣候乾燥炎熱。
哈馬吉爾在冷戰時期曾作為法國重要的軍事與航天試驗基地。1950年代至1967年間，法國在此設立「特殊導彈試驗聯合中心」（Centre Interarmées d'Essais d'Engins Spéciaux, CIEES），成為法國早期航天計劃的核心基地，主要用於鑽石運載火箭等導彈系統的研發與測試。1965年11月26日，法國更從此發射了該國首枚人造衛星「阿斯泰里克斯號」，標誌著法國成為繼蘇聯和美國後第三個具備自主衛星發射能力的國家。
隨著1967年阿爾及利亞獨立戰爭結束，法國逐步將航天活動轉移至法屬圭亞那的圭亞那太空中心，哈馬吉爾的軍事重要性隨之下降。現今該地仍保留部分廢棄的航天設施遺跡。